# John Bryan Ward-Perkins
John Bryan Ward-Perkins, britanski arheolog, pedagog, zgodovinar in akademik, * 3. februar 1912, Bromley, Kent, † 28. maj 1981, Cirencester. 